# Christopher Ferguson
Christopher John „Chris“ Ferguson (* 1. September 1961 in Philadelphia, Pennsylvania, USA) ist ein amerikanischer Astronaut.

## Leben
Ferguson wuchs in der größten Stadt des US-Bundesstaates Pennsylvania auf. In Philadelphia verlebte er seine Kindheit, besuchte Grund- und weiterführenden Schulen und schließlich die Universität. Mit Verlassen der Archbishop Ryan High School 1979 verpflichtete er sich für die US Navy. Er nahm an einem fünfjährigen Marine-Kooperationsstudiengang zwischen Universität und Militär teil: er studierte in Philadelphia an der Drexel University Maschinenbau, während er an der Naval Test Pilot School auf der Naval Air Station Patuxent River (Maryland) Offizierslehrgänge absolvierte. Im Sommer 1984 legte er sein Bachelor-Examen ab und begann seine Pilotenausbildung.
Nach einem neunmonatigen Aufbaulehrgang auf der Grumman F-14 wurde er dem 11. Kampfgeschwader zugeteilt, das auf der Naval Air Station Oceana in Virginia stationiert ist. An Bord des inzwischen außer Dienst gestellten Flugzeugträgers Forrestal brachen die „Red Rippers“, so der Spitzname der Schwadron, Anfang Juni 1986 für fünf Monate in Richtung Mittelmeer auf. Fergusons nächster Einsatz war die Teilnahme an der NATO-Übung „Ocean Safari '87“ in den Fjorden Norwegens, zu dem die Forrestal Ende August 1987 in See stach und nach nur fünf Wochen wieder zurückkehrte. Zwischen Ende April und Anfang Oktober 1988 hatte der Flugzeugträger Einsatzbefehl für Mittel- und Arabisches Meer sowie Nordatlantik.
Zurück in den Vereinigten Staaten besuchte Ferguson die United States Navy Fighter Weapons School auf der Naval Air Station Miramar (Kalifornien) und wurde im taktischen Luftkampf auf kurze Entfernungen geschult. Bekannt ist dieser Kurs seit dem gleichnamigen Film mit Tom Cruise als TOPGUN, obwohl er offiziell Strike Fighter Tactics Instructor heißt (manchmal wird fälschlicherweise die Schule, die inzwischen nach Nevada umgezogen ist, als TOPGUN bezeichnet). 1989 studierte Ferguson in Monterey (Kalifornien) weiter. An der Naval Postgraduate School besuchte er die Klasse 101 und erhielt im Jahr 1991 einen Master in Luftfahrttechnik.
Ab Juli 1992 arbeitete Ferguson in der Ausrüstungsabteilung des Strike Aircraft Test Directorate auf dem Marinestützpunkt Patuxent River. Zwei Jahre lang war er als Projektoffizier für die Waffenentwicklung der F-14 zuständig. Anschließend war er Ausbilder an der Naval Test Pilot School, die ebenfalls auf dem Gelände untergebracht ist. Es folgte ab dem Sommer 1995 wieder ein Kriegseinsatz: Ferguson gehörte dem Kampfgeschwader 211 (USN-Bezeichnung VF-211) an, das als Teil des Carrier Air Wing 9 an Bord der Nimitz die „Operation Southern Watch“ unterstützte. Ende November 1995 verließ der Flugzeugträger mit seinen Begleitschiffen den heimatlichen Hafen San Diego (Kalifornien) mit Ziel Westpazifik, Indischer Ozean und schließlich Persischer Golf. Nach ihrer Primäraufgabe, der Überwachung der irakischen Flugverbotszone, legte die Nimitz im März 1996 auf ihrer Rückfahrt einen Zwischenstopp vor der Küste Taiwans ein (Straße von Taiwan), als die Volksrepublik China in dem Gebiet Waffentests durchführte. Ende Mai ging dieser Einsatz der Nimitz zu Ende. Ferguson verließ dann die „Fighting Checkmates“, wie sich das VF-211 selbst nennt, und nahm eine Schreibtischtätigkeit als F-14 Class Desk Officer für die atlantische Flotte beim Commander Naval Air Force auf der Naval Air Station Norfolk (Virginia) an.

## Astronautentätigkeit
Ferguson wurde als einer von acht Pilotenanwärtern mit der 17. Astronautengruppe der NASA im Juni 1998 vorgestellt, nachdem er sich bereits zwei Jahre zuvor erfolglos beworben hatte. Aus insgesamt 2618 Bewerbern, die den formalen Auswahlkriterien entsprachen, waren 101 Finalisten hervorgegangen. Diese wurden im Herbst 1997 ins Johnson Space Center nach Houston in Texas zu Tests, Gesprächen und medizinischen Untersuchungen eingeladen.
Chris Ferguson schloss die zweijährige Grundausbildung im Herbst 2000 ab. Danach arbeitete er für anderthalb Jahre in der Abteilung für Raumfahrtsysteme des Astronautenbüros.
Ab Februar 2002 bereitete er sich für seinen ersten Raumflug vor. Er war Pilot der Mission STS-115, einem Flug zur Internationalen Raumstation (ISS), der ursprünglich für das Jahr 2003 geplant war. Verursacht durch die Columbia-Katastrophe vom 1. Februar 2003, wurden alle Flüge zunächst ausgesetzt. STS-115 konnte schließlich im September 2006 durchgeführt werden. Nach dem Ankoppeln an der ISS montierte die Besatzung der Atlantis in sechs Tagen das 16 Tonnen schwere Element P3/P4. Damit erhielt die Raumstation das zweite von vier Solarmodulen.
Chris Ferguson war Kommandant der Mission STS-126. Am 15. November 2008 startete er mit der Raumfähre Endeavour zur ISS.
Am 14. September 2010 wurde Ferguson als Kommandant der Shuttle-Mission STS-135 nominiert. Der Start erfolgte am 8. Juli, die Landung am 21. Juli 2011. Ferguson war damit der letzte Kommandant einer Space-Shuttle-Mission.
Ferguson arbeitet seit seinem Weggang von der NASA Ende 2011 bei Boeing als Director of Crew and Mission Operations in Boeing’s Commercial Crew Program. Er war von Boeing als Besatzungsmitglied für die Mission Boe-CFT nominiert, den ersten bemannten Flug des Raumschiffs CST-100. Am 7. Oktober 2020 gab Ferguson bekannt, dass er nicht mehr an dem Flug teilnehmen werde, um mehr Zeit für seine Familie zu haben.

## Privates
Ferguson und seine Frau Sandra haben drei Kinder. Er war Schlagzeuger in der Astronautenrockband Max Q.